# リトル・エヴァ
リトル・エヴァ（Little Eva, 1943年6月29日 - 2003年4月10日）は、アメリカ合衆国ノースカロライナ州出身の歌手。1962年の『ロコ・モーション』の大ヒットで知られる。2003年4月10日に子宮頸がんで死去した。